# Margarita Agullona
Margarita Agullona, también llamada Margarita Agulló o simplemente Sor Agullona o Beata Agullona (Játiva, Valencia, 1536 - Valencia, 1600) Religiosa perteneciente a la Tercera orden de San Francisco.

## Biografía
Margarita nació en Játiva en 1536. Rechazó casarse, hizo voto perpetuo de castidad e ingresó en la Tercera orden de San Francisco. Muertos sus padres, viajó a Valencia donde estableció su residencia.
Cobró fama por sus experiencias místicas, sus estigmas y su atención a los pobres. Ello llevó a san Juan de Ribera, arzobispo de Valencia, a mantenerla vigilada, por lo que dispuso que viviese en una casa cercana a su Colegio de Corpus Christi, todavía en obras.
Por petición de san Juan de Ribera, fray Luis de Granada, Rodrigo de Solís, el beato Nicolás Factor y san Luis Bertrán estudiaron sus experiencias místicas dando su voto favorable. Su confesor, Jaime Sanchis, miembro también de la Orden de San Francisco, que escribió su biografía titulada Relación Breve de la Vida, Virtudes y Milagros de la humilde Sierva del Sr. Sor Margarita Agulló por encargo de san Juan de Ribera, recogió en él los juicios que emitieron todos ellos.

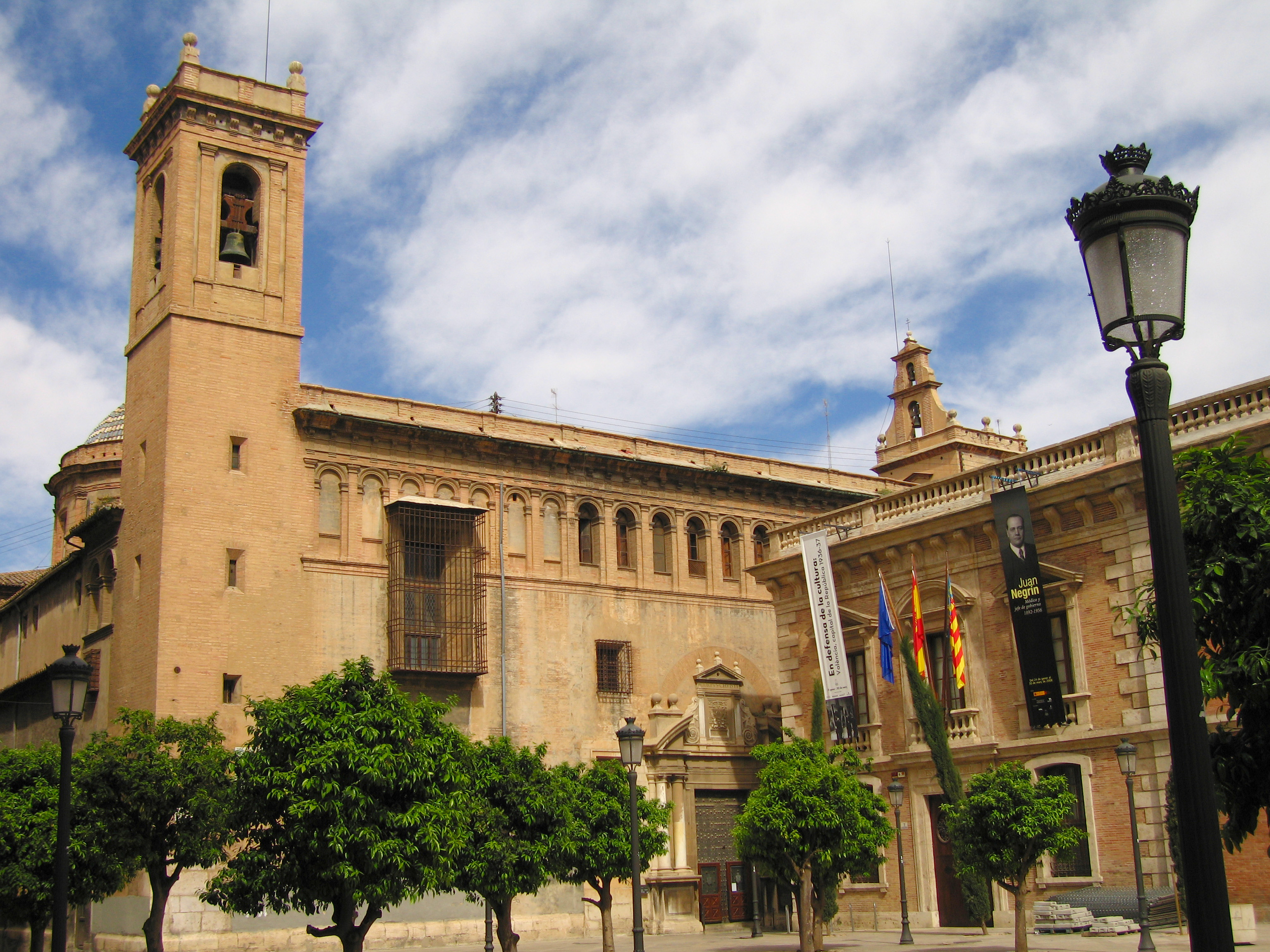
Fachada del Colegio del Patriarca, donde está enterrada Margarita Agulló.

Murió el 9 de diciembre de 1600 a los 64 años de edad, estando presente san Juan de Ribera. Sus restos fueron inhumados en el convento de la Sangre de Cristo de los Capuchinos de Valencia, fundación del mismo Juan de Ribera. En 1605 se trasladó su cuerpo incorrupto a la iglesia del recién acabado Real Colegio Seminario del Corpus Christi. En él se conservan también varios retratos de Margarita, obras de Juan Sariñena y Francisco Ribalta.
Se hicieron intentos de iniciar el proceso de canonización pero no se llegó a introducir la causa.

## Obras
Las obras de Margarita Agulló fueron escritas y editadas por su confesor Jaime Sanchís. 
- Método que guardaba en contemplar la Pasión y Muerte de N. Señor Jesucristo, por encargo de Juan de Ribera.
- Preparación que hacía para recibir el S.S. Sacramento: ofertorio, y gracias después de recibido, también por encargo de Juan de Ribera.
- Cántico y alabanzas de Dios Nuestro Señor.
- Copia de algunas cartas o billetes que la Sierva de Dios Sor Margarita Agulló escribió de su propia mano al Excelentísimo Señor don Juan de la Ribera, Patriarca de Antioquía y Arzobispo de Valencia.
- Combates del demonio, que no se llegó a imprimir.